# Iridopsis bolinaria
Iridopsis bolinaria là một loài bướm đêm trong họ Geometridae.